# Bilo (rivière)
Pour les articles homonymes, voir Bilo.
Le Bilo (en serbe cyrillique : Било) est une petite rivière de l'ouest de la Serbie et un affluent de la Drina, donc un sous-affluent du Danube par la Save.

## Géographie
Elle est située dans les monts Tara, sur le territoire de la municipalité de Bajina Bašta. Autour de la rivière, la réserve naturelle de Bilo (en serbe : Rezervat Bilo et Резерват Било) a été créée le 1er janvier 1950.
La réserve naturelle de Bilo est située sur la rive droite de la Drina, au pied du mont Crni Vrh, dans les monts Tara. Elle couvre une superficie de 0,23 km2.

## Flore et faune
L'épicéa de Serbie (Picea omorika) est un des arbres protégés de la réserve.